# George Peabody

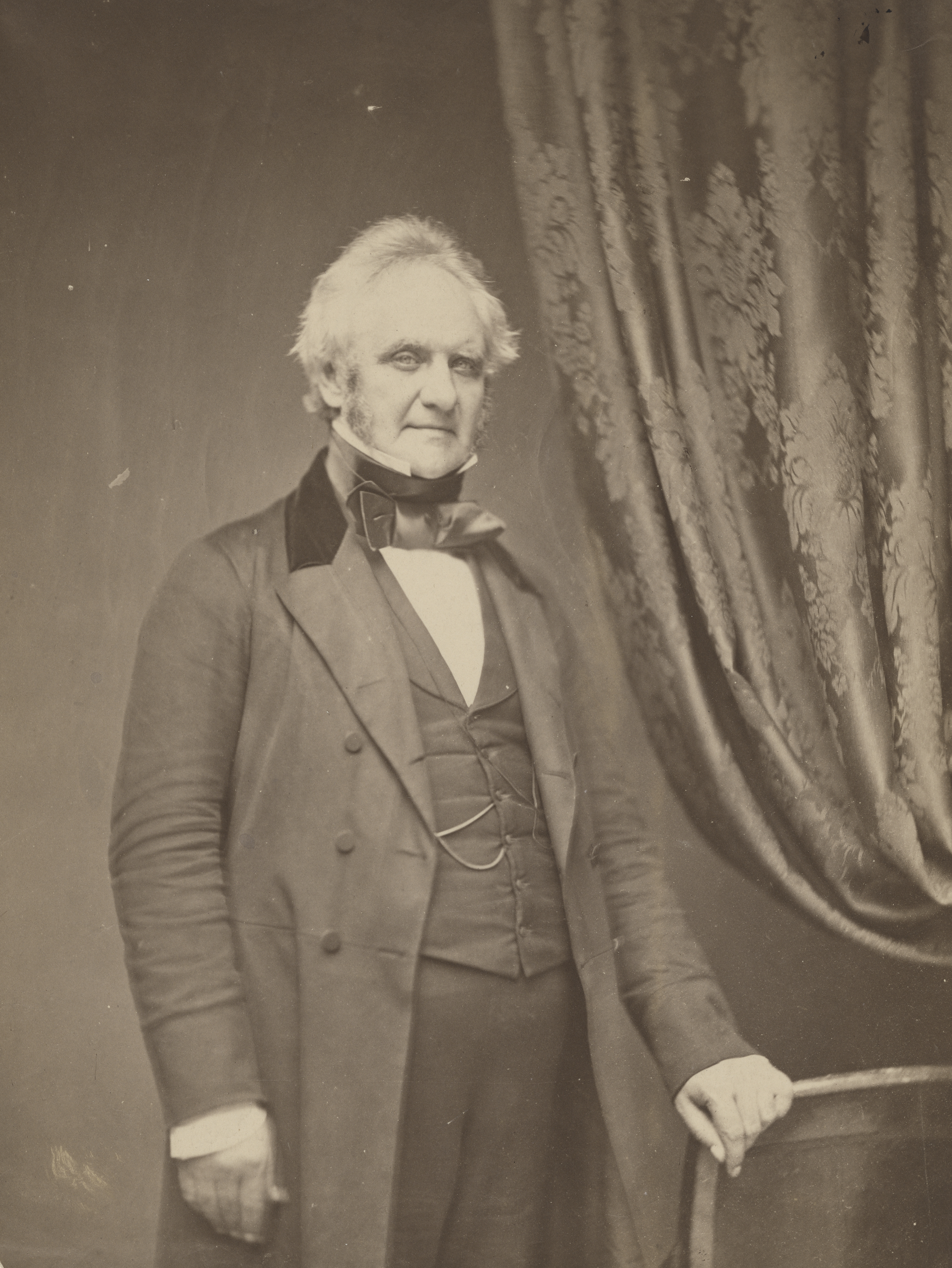
George Peabody (ca. 1860)

George Peabody (* 18. Februar 1795 in South Danvers, Massachusetts; † 4. November 1869 in London) war ein Geschäftsmann und Investmentbanker sowie der größte Philanthrop seiner Zeit in den Vereinigten Staaten und Großbritannien.

## Leben
Peabody wurde in eine arme Familie im ländlichen Massachusetts geboren. Seine Eltern konnten ihm keine akademische Bildung finanzieren, schon im Alter von 11 Jahren ging er in die Lehre bei dem Besitzer eines Gemischtwarenladens. Dort erwies er sich als aufmerksam, intelligent und ehrgeizig, lernte Buchführung und den kaufmännisch geschickten Umgang mit Menschen. Mit 15 Jahren schloss er die Lehre erfolgreich ab, zwei Jahre später führte er bereits mit seinem Bruder einen Laden in Georgetown im District of Columbia, der jedoch abbrannte. Durch geschickte Investitionen gelang ihm über die folgenden fünf Jahrzehnte hinweg ein beispielloser Sozialer Aufstieg ganz im Sinne der Redewendung Vom Tellerwäscher zum Millionär.
Im Britisch-Amerikanischen Krieg (1812–1814) diente er als Freiwilliger. 1816 zog er nach Baltimore und eröffnete mit Elisha Riggs ein Großhandelsgeschäft mit Drygoods wie z. B. Getreide, Zucker und Tee. Ihr Büro hatten sie in der Old Congress Hall on Baltimore und Sharp Streets. Baltimore war für die kommenden 20 Jahre seine Heimatstadt. Bald eröffneten sie Filialen in Philadelphia und New York und verdienten ein kleines Vermögen. Auf der Suche nach weiteren Geschäftsmöglichkeiten reiste George Peabody 1827 nach England, um Waren zu kaufen und über den Verkauf der amerikanischen Baumwolle in Lancashire zu verhandeln. Im Jahre 1847 zog er sich aus der Firma mit Riggs zurück und ließ sich endgültig in London nieder, wo er bis zu seinem Tode lebte.
Mit Hilfe von Brown Brothers und Nathan Mayer Rothschild gründete Peabody 1835 sein Bankhaus George Peabody & Co. in England. 1854 nahm er Junius Morgan als Partner auf. Sie waren auf den Handel mit Devisen und amerikanischen Wertpapieren spezialisiert. John Pierpont Morgan machte hier später seine Lehrzeit. Die Firma Duncan, Sherman & Co. waren ihre Repräsentanten in Amerika. Peabody war von 1861 an der weltweit größte Händler amerikanischer Wertpapiere.
Während seiner Londoner Jahre finanzierte seine Bank Peabody & Company die Expansion der amerikanischen Eisenbahnen in Richtung Westen sowie die Verlegung der ersten transatlantischen Kabel und verdiente hiermit ein großes Vermögen. Weil Peabody selbst weder Familie noch Kinder hatte, erlaubte er Junius Morgan, als er 1864 in den Ruhestand ging, den Firmennamen in Junius S. Morgan Company zu ändern. Morgans Firma wurde von London aus geleitet. John Pierpont Morgan verbrachte viel Zeit in dem wundervollen Haus in Prince’s Gate.

## Wohltätigkeit
Peabody kam für die Erziehung seines Neffen Othniel Charles Marsh auf, der seinen Bachelor of Arts 1860 an der Yale University erhielt. Es geschah auf Marshes Drängen hin, dass 1866 Peabody 150.000 $ (etwa 2,5 Mio. $ in heutiger Währung) für die Errichtung des Yale Peabody Museum of Natural History spendete. Im selben Jahr gab Peabody die gleiche Summe an die Harvard University, wo das Peabody Museum of Archaeology and Ethnology gegründet wurde.
Nach dem Bürgerkrieg gründete er den Peabody Education Fund „zur Förderung der geistigen, moralischen, und handwerklichen Ausbildung der mittellosen Kinder der Südstaaten“. Er erklärte, dass von diesem Fonds die gesamte Bevölkerung profitieren solle „ohne weitere Unterscheidung als ihre Bedürfnisse und die Möglichkeiten des Nutzens für sie.“
Er ernannte einen Vorstand, um den Stiftungsfonds zu verwalten:
- Robert C. Winthrop aus Massachusetts,
- Hamilton Fish aus New York,
- General Ulysses S. Grant,
- Admiral David G. Farragut,
- William Rives aus Virginia,
- William Aiken aus South Carolina,
- George W. Riggs aus Washington, D.C.,
- Edward A. Bradford aus Louisiana und
- George Eaton aus Maryland.

Robert Winthrop wurde zum Vorsitzenden gewählt. Die Treuhänder wählten als Generalvertreter Barnas Sears.
Peabody spendete mehr als 8 Millionen Dollar für wohltätige Zwecke, insbesondere zur Verbesserung des Erziehungswesens.
$1,250.000 gab er für die Gründung und den Unterhalt des Peabody Institute in Baltimore aus.
Für das Peabody Institute in Danvers als Bücherei und Vortragsraum waren $20.000 vorgesehen. Er erhöhte den Betrag auf $43.000. Die dem Institut insgesamt gespendete Summe soll $200.000 betragen haben. Zu Ehren Peabodys gaben die Bürger der Stadt dem Stadtteil, in dem er geboren wurde, den Namen Peabody.
Im Jahr 1857 gründete er ein Institut in Baltimore, das das kulturelle Leben der Stadt fördern sollte. Heute ist das Peabody Institute ein Musik-Konservatorium.
Das Peabody Bibliotheks-Gebäude, das im Jahre 1878 eröffnet, wurde von dem in England gebürtigen Architekten Edmund George Lind entwickelt, in Zusammenarbeit mit dem ersten Propst des Instituts, Nathaniel H. Morison. Getragen von jeweils sechs Reihen gusseiserner Säulen, über fünf Stockwerken mit dekorativen Gittern und klassischen Verzierungen mit vergoldeten Blättern, ist der Raum 18,5 m (61 ft) hoch, vom schwarz-weißen Marmorfußboden bis zur lichtdurchlässigen Decke. Der Raum ist von großer Symmetrie im Neogriechischen Stil. Die Schmiedearbeiten wurde von dem Unternehmen Bartlett-Robbins ausgeführt. Die Baukosten beliefen sich auf $400,000. Die Peabody Bibliothek blieb Teil des Peabody Institute bis 1966, als die Sammlung an die Stadt Baltimore übertragen und als Abteilung des Enoch Pratt Free Library verwaltet wurde. Die Sammlung wurde 1982 weiter übertragen, diesmal an die Johns Hopkins University. Die George Peabody Library ist jetzt ein Teil der Abteilung Sondersammlungen der Universitäts-Sheridan Libraries.
Er regte seine Baltimorer Freunde zur Gründung der Johns Hopkins University (Johns Hopkins), der Enoch Pratt Free Library (Enoch Pratt) und der Walters Art Gallery (Henry Walters) an.
1867 spendete er $140.000, die zur Gründung des Peabody Essex Museums in Salem verwendet wurden.
Der Phillips Academy in Andover schenkte er den Betrag von $25.000 und der gleiche Betrag ging an das Kenyon College in Ohio; $13.000 erhielt die Newbury Public Library, $20.000 gingen jeweils an die Historischen Gesellschaften von Massachusetts und Maryland.
Die bedeutendste Spende aber waren die 1 Mio. Dollar für die Gründung einer koedukativen Schule für die Lehrerausbildung in Nashville, Tennessee.
Der Kongress dankte Peabody am 16. März 1867 mit einer Congressional Gold Medal. Sie befindet sich in der Peabody Institute Library in Peabody, Massachusetts.
Weil der Kongress die Finanzierung von einer US-Beteiligung an dem „Spekulationsgeschäft“ – der Londoner Weltausstellung – verweigert hatte, lagerten die amerikanischen Exponate, in Kisten verpackt, bereits in den Docks von London, während die britische Presse Hohn über die ehemaligen Kolonien ausschüttete. George Peabody, in Anerkennung der Bedeutung seines Landes, nahm kurzerhand £ 3.000 (ca. $ 15.000) aus eigenen Mitteln, um die amerikanischen Exponate für die Weltausstellung im Crystal Palace auszustellen. Seine Investition lohnte sich. Das Interesse an der amerikanischen Ausstellung war immens, denn die Menschen strömten herbei, um Samuel Colts Revolver, Cyrus McCormicks Mähmaschinen, feine Daguerreotypien und andere Objekte zu sehen.
Peabodys philanthropische Aktivität in Großbritannien begann nach der Weltausstellung. Ein Exponat auf der Weltausstellung, errichtet außerhalb des Geländes von Crystal Palace, war ein Modellhaus für die Arbeiterklasse. Komfortable Wohnungen für die rasch wachsende städtische Bevölkerung fanden das besondere Interesse von Prinz Albert, und das beeinflusste auch George Peabody. Er gründete den Peabody Donation Fund, der bis zum heutigen Tag Wohnungsbauförderung an die Arbeiterklasse in London vergibt. Alle seine karitativen Aktivitäten zielten auf die Verbesserung der Gesellschaft. Er gab die Summe von £150.000 ($ 750,000) in die Hände der Verwalter und erhöhte später den Betrag auf £500.000 ($ 2.500.000) für seinen noblen Zweck. Der Fonds wuchs durch die Zinsen und ist über die Jahre um 3 % angewachsen. Lord Stanley, Pelzhändler Curtis Miranda Lampson, Mr. Junius S. Morgan, Mr. Horatio G. Somerby waren die Verwalter. Ende 1906 hatte der Fonds Geld bereitgestellt für 12.328 Räume in 5469 separaten Wohnungen an 20 Standorten.
Königin Victoria wollte ihm das Großkreuz des Order of the Bath verleihen oder ihn zum Baronet erheben. Beides lehnte Peabody ab, denn es hätte bedeutet, dass er seine US-amerikanische Staatsbürgerschaft aufgegeben hätte und zum Untertanen der Königin geworden wäre. Stattdessen erhielt Peabody ein persönliches Dankschreiben und ein kostbares Miniaturporträt der Königin. Er wurde später mit dem Dankschreiben der Königin in seinen Händen porträtiert. Von diesem Gemälde wurde eine Statue angefertigt, die im Londoner Finanzdistrikt stand, und in Baltimore befindet sich eine Replik.
Peabody starb in London am Abend des 4. November 1869. Auf Antrag des Dekans von Westminster und mit Zustimmung der Königin und des Volks von London wurde eine Begräbnisfeier in der Westminster Abbey abgehalten. Königin Victoria folgte dem Leichenwagen zur Westminster Abbey, wo Peabody mit allen Ehren (der erste Amerikaner, der so geehrt wurde) aufgebahrt wurde. Auf Anordnung von Premierminister Gladstone brachte das neueste Schiff der Flotte ihrer Majestät, die HMS Monarch, Peabodys sterbliche Überreste zu seiner letzten Ruhestätte in Salem, Massachusetts.
Der Ortsteil seiner Geburt wurde später in Peabody umbenannt.